# جورج توبیاس

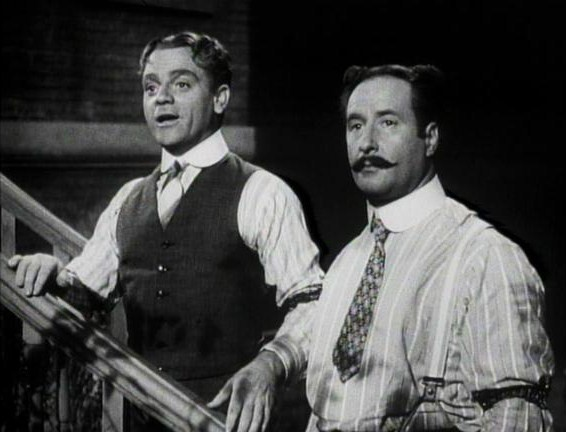

جورج توبیاس (انگلیسی: George Tobias; ‏ ۱۴ ژوئیهٔ ۱۹۰۱ – ۲۷ فوریهٔ ۱۹۸۰) یک هنرپیشه اهل ایالات متحده آمریکا بود.

## گزیده فیلمشناسی
از فیلم‌ها یا برنامه‌های تلویزیونی که وی در آن نقش داشته‌است می‌توان به آثار زیر اشاره کرد.
- دهه پرشور بیست (۱۹۳۹)
- نینوتچکا (۱۹۳۹)
- بالالایکا (فیلم) (۱۹۳۹)
- گوژپشت نتردام (فیلم ۱۹۳۹) (۱۹۳۹)
- زنی با موهای شرابی بلوند (۱۹۴۱)
- گروهبان یورک (فیلم) (۱۹۴۱)
- احمق آمریکایی خوش‌تیپ (۱۹۴۲)
- خواهر من آیلین (فیلم ۱۹۴۲) (۱۹۴۲)
- نیروی هوایی (فیلم) (۱۹۴۳)
- مأموریت به مسکو (۱۹۴۳)
- گذرگاهی به سوی مارسی (۱۹۴۴)
- میلدرد پیرس (فیلم) (۱۹۴۵)
- سندباد دریانورد (فیلم ۱۹۴۷) (۱۹۴۷)
- صحنه‌سازی (فیلم) (۱۹۴۹)
- داستان گلن میلر (۱۹۵۳)
- لباس پاره‌پوره (۱۹۵۷)
- جوراب ابریشمی (۱۹۵۷)
- نوع جدید عشق (۱۹۶۳)
- تورا! تورا! تورا! (۱۹۷۰)